# Pimpinella hispida
Pimpinella hispida är en flockblommig växtart som beskrevs av Jean Loiseleur-Deslongchamps. Pimpinella hispida ingår i släktet bockrötter, och familjen flockblommiga växter. Inga underarter finns listade i Catalogue of Life.